# Lederia topali
Lederia topali is een keversoort uit de familie zwamspartelkevers (Melandryidae). De wetenschappelijke naam van de soort werd in 1982 gepubliceerd door Nikolay Borisovich Nikitskiy & Belov.